# Adolf Pabst
Adolf Pabst (* 30. November 1899 in Chicago, Illinois; † 3. April 1990 in Berkeley, Kalifornien) war ein US-amerikanischer Mineraloge und Geologe.

## Leben
Pabst studierte an der University of Illinois (Bachelor 1925) Geologie und Mineralogie an der University of California, Berkeley, wo er 1928 bei George D. Louderbeck mit einer Arbeit über mineralische Einschlüsse in den Granit-Plutonen der Sierra Nevada promoviert wurde. Als Post-Doktorand studierte er bei Victor Moritz Goldschmidt in Oslo, wo er auch seine Frau Gudrun Lisabeth Bert traf. Nach der Rückkehr nach Berkeley wurde er 1929 Instructor, 1931 Assistant Professor und 1944 Professor. 1938/39 war er als Guggenheim Fellow am Natural History Museum in London und 1955/56 als Fulbright Fellow an der Universität Wien. 1967 ging er in den Ruhestand, forschte aber weiter an der Universität und publizierte bis 1984 regelmäßig. Er war 1967/68 Gastprofessor für Mineralogie und Kristallographie an der University of Nevada in Reno und 1968/69 Professor für Mineralogie an der University of Oregon. Außerdem war er 1970/71 Fulbright Gastprofessor an den Universitäten von Berlin und Kiel.
Pabst war viele Jahre Mitherausgeber des American Mineralogist. Er gilt als Erstbeschreiber verschiedener Mineralien wie unter anderem Huttonit, Kogarkoit und Macdonaldit. 

## Ehrungen und Mitgliedschaften
Pabst war Mitglied der Mineralogical Society of London und 1961 Präsident der Mineralogical Society of America, 1980 Präsident der International Mineralogical Association und 1948/49 Präsident der Crystallographic Society of America. 1967 wurde er Fellow der California Academy of Sciences. Er war Ehrenmitglied der Deutschen Mineralogischen Gesellschaft (1971).
1974 erhielt er die Friedrich-Becke-Medaille und 1965 die Roebling Medal.
Das Mineral Pabstit (ein Ringsilikat der Benitoitgruppe) ist ihm zu Ehren benannt.